# علی‌بیگ‌کندی (چاراویماق)
علی‌بیگ‌کندی یکی از روستاهای استان آذربایجان شرقی است که در دهستان چاراویماق مرکزی بخش مرکزی شهرستان چاراویماق واقع شده‌است.این روستا ۱۴۹ نفر جمعیت دارد.